# Johann Bäumer
Johann Bäumer, auch Hans Bäumer (* 31. August 1888 in Chameregg; † nach 1950) war ein deutscher Kommunalpolitiker der NSDAP und von 1944 bis 1945 Bürgermeister der Stadt Dachau.

## Leben
Der Sohn eines Landwirtes absolvierte zunächst eine landwirtschaftliche Lehre und arbeitete als Gutspächter in Brunnthal. Von 1921 bis 1944 war er als Guts- und Fabrikverwalter bei der Diamalt AG in Allach tätig.
Bäumer war ab 1924 Mitglied der Großdeutschen Volksgemeinschaft und trat zum 29. Juli 1925 in die neu gegründete NSDAP ein (Mitgliedsnummer 11.554). 1934 wurde er als Untersturmführer in die SS (Mitgliedsnummer 5.632) übernommen. Zuletzt bekleidete er den Rang eines SS-Sturmbannführers.
Bäumer war von 1933 bis 1935 Zweiter Bürgermeister und von 1935 bis zur Eingemeindung nach München 1938 Erster Bürgermeister der Gemeinde Allach. Im Anschluss war er Vorsitzender der Münchener Stadtbezirke Allach, Untermenzing und Ludwigsfeld. Am 1. März 1944 wurde er Erster Bürgermeister der Stadt Dachau. Im April 1945 floh er kurz vor dem Einmarsch der US-amerikanischen Armee aus der Stadt.
Nach dem Krieg wurde Bäumer bis Juni 1947 in verschiedenen Lagern interniert. Im Zuge der Entnazifizierung musste er sich ab 1948 in einem Spruchkammerverfahren vor der Hauptspruchkammer München verantworten. Das Verfahren wurde 1950 eingestellt.